# Крива (Грчка)
Крива (грч. Γρίβα, Грива) је насељено место у општини Пеонија у периферији Средишња Македонија, Грчка. Према попису из 2021. године било је 587 становника.
Према бугарском географу и историчару, Василу Канчову, у Кривој је 1900. године живело 1.300 Словена хришћана. После Балканских ратова, због притиска грчких власти, већи део мештана је принудно исељен у Бугарску, као и 1924. године када је исељено 20 породица (128 особа) а неколико породица се преселило у Гуменџе. На њихово место је насељен већи број грчких избегличких породица, укупно 154 особа. На попису из 1940. године Крива је имала 1.223 становника, од чега 1.193 Словена и 30 Грка (већина се преселила у друга места).